# Emily Remler
Emily Remler (New York, 18 september 1957 – Sydney, 4 mei 1990) was een Amerikaanse jazzgitariste.

## Biografie
Emily Remler groeide op in Englewood en was afkomstig uit een artistieke familie. Nadat ze begon in bluesbands, studeerde ze aan het Berklee College of Music. Vervolgens werkte ze in New Orleans in een hotelorkest en begeleidde daar sterren als Michel Legrand en Nancy Wilson, maar speelde echter ook met Bobby McFerrin en Branford Marsalis. Herb Ellis, die haar beoordeelde als nieuwe gitaar-superster, bezorgde haar een platencontract. Al met het eerste album, waarop ze speelde met Hank Jones, lukte haar de doorbraak.
In 1981 trad ze op in Europa met David Friedman o.a. tijdens de Berliner Jazztage. Ze werkte met de eigen band, maar ook voor Astrud Gilberto, Rosemary Clooney, Ray Brown en Monty Alexander, met wie ze tussen 1981 en 1984 was getrouwd. Verder speelde ze in duo's met haar collega's Herb Ellis, Barney Kessel en Larry Coryell en in een trio met laatstgenoemde en Michał Urbaniak. Ze doceerde aan de Duquesne University, die in 1992 een naar haar benoemd studiebeursfonds oprichtte.

## Overlijden
Emily Remler overleed in mei 1990 op 32-jarige leeftijd aan hartfalen, vermoedelijk een gevolg van haar heroïneverslaving. Er werden na haar overlijden twee tributealbums ingespeeld door haar vrienden onder de titel Just Friends (vol. 1 en 2), o.a. met Herb Ellis, David Benoit, Bill O'Connell en David Beberg. In 2006 nam het Skip Heller Quartet de song Emily Remler ter herinnering aan haar op.